# Hypagyrtis pustularia
Hypagyrtis pustularia là một loài bướm đêm trong họ Geometridae.